# Српска православна црква Ваведења Богородице у Орловату
Српска православна црква Ваведења Богородице у Орловату, је храм Српске православне цркве који се налази у центру Орловата и представља споменик културе од великог значаја. По свему је то задужбина орловатских Предића.

## Опис цркве
Црква је подигнута у периоду од 1924. до 1927. године у центру Орловата, на месту претходне из 1770. године. Старији храмови, од којих се један помиње 1744. године је били су лоцирани северније, на крају села тзв. Црквишту, где је било и најстарије гробље. На Црквишту се налазе две надгробне плоче и један споменик, а свето место - олтара старе цркве, обележава озидан спомен-крст подигнут 1869. године, од стране мештанина Арсенија Милићевог.
Градитељ новог храма је био предузимач из Вршца, инг Милан Јованчић са радницима Швабама.
Цркву је пројектовао Драгиша Брашован један од највећих српских архитеката модерног правца. Иако је Брашован био модерниста, цркву је пројектовао у нетипичном за Банат - традиционалном византијско моравском стилу. Византијски елементи изражени су у конструкцији и декорацији фасаде и прозорских отвора, трима куполама у оси исток-запад. Централна, уједно и највећа купола се налази изнад наоса а две мање куполе изнад олтарског травеја и припрате. Издвојени звоник је грађен по узору на наше средњовековне цркве и манастире.
Иконостас Димитрија Поповића из претходне цркве је демонтиран и пренет делом у цркву у Стајићево, а делом у Народни музеј у Београду. Иконе на троновима који су преузети из старе цркве не могу се са сигурношћу приписати Поповићу. Највећу драгоценост представља покретна-целивајућа икона у "женској цркви" (припрати) "Богородица Бездинска” рад Димитрија Поповића, коју је наручио 1756. орловатски парох Стефан Станковић. Садашњи иконостас је рад Уроша Предића из 1926-1928. године, који га је поклонио цркви у свом родном месту, у спомен својих почивших родитеља и брата Светозара. Иконостасну преграду од мермера изградио је каменорезац Леополд Хофер из Београда. На иконостасу је постављено 20 великих Предићевих икона. Зидове у цркви је осликао декоративни молер из Руме, Коста Ванђеловић 1927. године, по декоративном плану панчевачких архитеката Радивоја Предића и Боривоја Томића. У храму су остале старе целивајуће иконе у групама, који су израдили живописци: Лазар Николић (Данилов ученик; а учитељ у Јарковцу), Живко Петровић (академски сликар из Земуна) и Константин Пантелић (Данилов ученик; у време док је био становник суседног Томашевца).
Орловатски храм је освећен током свечаности, од стране надлежног дијецезана митрополита Илариона Радонића, на празник Малу Госпојину, 21. септембра 1927. године. После годину дана, септембра 1928. Урош Предић је поставио последње три иконе (Васкрс, Духови и Ваведење) на упражњена места на иконостасу.

## Галерија
- Црква Ваведења Богородице у Орловату
- Црква у Орловату звоник
- Црква у Орловату лева страна
- Јужна фасада
- Црква у Орловату надгробне плоче
- Црква у Орловату иконостас
- Унутрашњост цркве у Орловату
- Поглед ка хору
- Зидна слика у ниши - Свети Сава
- Портал цркве